# Charaña
Charaña ist eine Ortschaft im Departamento La Paz im südamerikanischen Anden-Staat Bolivien.

## Lage im Nahraum
Charaña ist zentraler Ort des Municipios Charaña in der Provinz Pacajes. Die Ortschaft liegt auf dem bolivianischen Altiplano an der chilenischen Grenze auf einer Höhe von 4067 m an einem der Zuflüsse des Río Mauri, der in den Río Desaguadero mündet. Neunzig Kilometer südöstlich von Charaña erhebt sich der Nevado Sajama, mit 6.542 m der höchste Berg Boliviens.

## Geographie
Charaña hat ein semiarides Klima, da im Jahresverlauf über mehr als sechs Monate die Niederschläge für den Pflanzenwuchs nicht ausreichen. Das Klima der Region ist ein typisches Tageszeitenklima, bei dem die mittleren Temperaturschwankungen im Tagesverlauf deutlicher ausfallen als im Ablauf der Jahreszeiten.
Die mittlere Jahrestemperatur von Charaña liegt bei 8,3 °C, die Monatsdurchschnittstemperaturen schwanken nur unwesentlich zwischen knapp 5 °C von Juni bis Juli und knapp über 10 °C von November bis Januar. Der Jahresniederschlag beträgt niedrige 300 mm, die Monatswerte liegen zwischen unter 10 mm in den Monaten Mai bis Oktober und etwa 50 mm von Dezember bis März.

## Verkehr
Charaña liegt in einer Entfernung von 223 Straßenkilometern südwestlich von La Paz, der Hauptstadt des gleichnamigen Departamentos. Von La Paz aus führt die asphaltierte Nationalstraße Ruta 2 bis El Alto, von dort die Ruta 19 in südwestlicher Richtung als Asphaltstraße bis Viacha, von dort als unbefestigte Piste über Caquiaviri und Achiri nach Charaña. Westlich von Charaña erreicht die Straße nach 2,5 Kilometern die Grenze zu Chile. Der chilenische Grenzort Visviri liegt weitere 2 Kilometer weiter westlich.
Der Bahnhof Charaña an der Bahnstrecke Arica–La Paz ist der Grenzbahnhof zu Chile, dessen Grenzbahnhof „Visviri“ nur wenige Kilometer entfernt liegt. Personenverkehr findet hier nicht mehr statt.

## Bevölkerung
Die Einwohnerzahl der Ortschaft war in den vergangenen beiden Jahrzehnten deutlichen Schwankungen unterworfen:
| Jahr | Einwohner | Quelle       |
| ---- | --------- | ------------ |
| 1992 | 1125      | Volkszählung |
| 2001 | 817       | Volkszählung |
| 2012 | 1177      | Volkszählung |
| 2024 |           | Volkszählung |

Die Region weist einen deutlichen Anteil an Aymara-Bevölkerung auf, im Municipio Charaña sprechen 83,9 Prozent der Bevölkerung Aymara.